# Rita Guerra

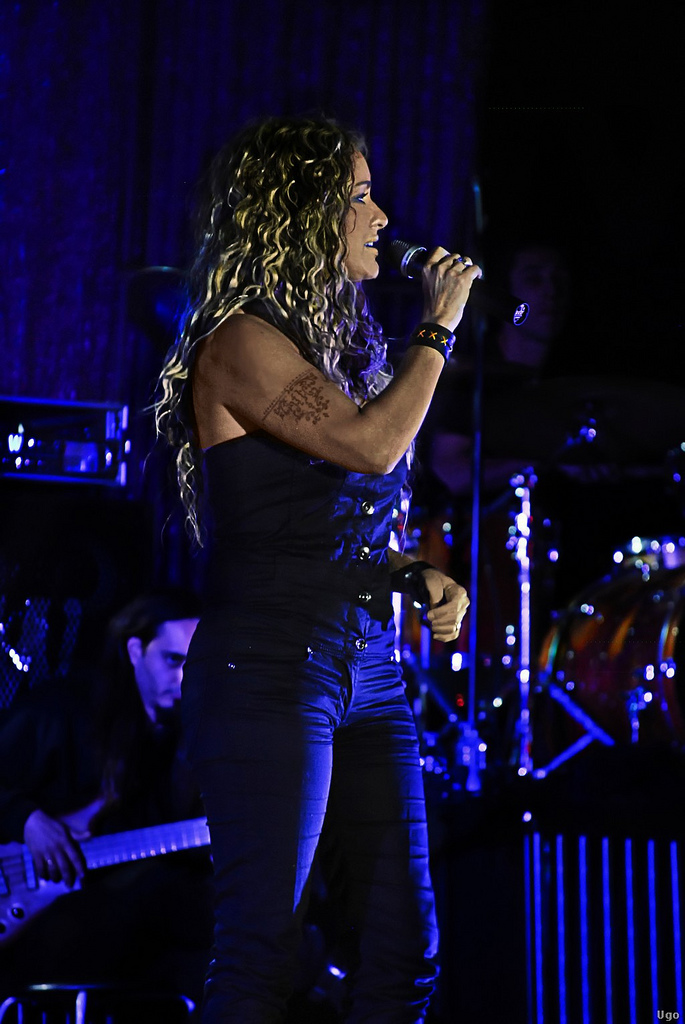
Rita Guerra (2009)

Rita Maria de Azevedo Mafra Guerra (* 22. Oktober 1967 in Lissabon) ist eine portugiesische Sängerin, die sich stilistisch zwischen Pop und Rock bewegt.

## Biografie
Rita Guerra begann mit dem Singen, als sie 16 Jahre alt war. In den 1990er Jahren wurde sie mit ihren Shows im Casino Estoril bekannt, die dort regelmäßig stattfanden. Zu dieser Zeit lieh sie auch Disneyfilmen wie Die Schöne und das Biest und Der König der Löwen ihre Gesangsstimme.
1992 nahm sie erstmals am Festival da Canção teil, der Vorentscheidung zum Eurovision Song Contest, teil. Mit Meu amor inventado em mim erreichte sie hinter Dinas Amor de água fresca den zweiten Platz. Ein Jahr später war Guerra Teil der Expertenjury im Rahmen des Festivals. Zehn Jahre später wurde Guerra intern ausgewählt, ihr Land beim Eurovision Song Contest 2003 in Riga zu vertreten. In der Vorentscheidung konnte das Publikum aus drei Liedern wählen. 75 Prozent fielen schlussendlich auf die Ballade Deixa-me sonhar (Só mais uma vez). Beim Finale in Riga erreichte Guerra allerdings nur Platz 22.
Trotz dieses Misserfolges stieg sie in den folgenden Jahren zu einer der erfolgreichsten Sängerinnen ihres Landes auf. Sämtliche ihrer Alben konnten sich sehr gut in den portugiesischen Charts platzieren. O melhor de Rita Guerra – Acustico ao vivo und Luar standen 2009 bzw. 2010 für mehrere Wochen auf Platz eins der Album-Charts.
2006 sang Guerra ein Duett mit Ronan Keating: All Over Again.
Ihr bislang letztes Studio-Werk erschien 2014 mit dem Titel Luar. Hier ist unter anderem ein Duett mit dem US-amerikanischen Sänger Michael Bolton enthalten. Im Jahr darauf erschien mit No meu canto – O melhor de... eine Kompilation mit Guerras größten Erfolgen.
Im Mai 2017 veröffentlichte Paulo de Carvalho das Album Duetos, auf dem unter anderem Guerra als seine Duettpartnerin zu hören ist.

## Diskografie

### Alben
| Jahr | Titel                                      | Höchstplatzierung, Gesamtwochen, AuszeichnungChartsChartplatzierungen (Jahr, Titel, Platzierungen, Wochen, Auszeichnungen, Anmerkungen) | Anmerkungen |
| Jahr | Titel                                      | PT | Anmerkungen |
| ---- | ------------------------------------------ | --- | ----------- |
| 2005 | Rita                                       | PT2 ×2Doppelplatin · (44 Wo.)PT |             |
| 2007 | Sentimento                                 | PT10 Gold · (13 Wo.)PT |             |
| 2008 | O melhor de Rita Guerra - Acustico ao vivo | PT1 ×2Doppelplatin · (31 Wo.)PT | Livealbum   |
| 2010 | Luar                                       | PT1 Gold · (11 Wo.)PT |             |
| 2011 | Retrato                                    | PT6 Gold · (12 Wo.)PT |             |
| 2013 | Ao vivo no CCB                             | PT9 (9 Wo.)PT |             |
| 2014 | Volta                                      | PT17 (3 Wo.)PT |             |
| 2015 | No meu canto - O melhor de...              | PT4 (7 Wo.)PT |             |
| 2019 | Sessões na rádio                           | PT36 (3 Wo.)PT |             |

Weitere Alben
- 1990: Pormenores sem a mínima importância
- 1995: Independence Days
- 2000: Desencontros (mit Beto)

### Singles
- 2003: Deixa-me Sonhar (Só Mais Uma Vez)
- 2005: Chegar A Ti
- 2005: À Espera do Sol / Secretamente
- 2007: Sentimento
- 2007: Castelos No Ar